# Jarden Corporation
Die Jarden Corporation war ein amerikanischer Konsumgüterhersteller. Jarden besitzt über 120 Marken, besonders aus den Bereichen Haushaltsgeräte und Freizeitprodukte.

## Geschichte
Der Name Jarden entstand 2001, als die vormalige Alltrista umbenannt wurde. Der Dosenhersteller Alltrista war 1993 aus der Ball Corporation ausgegliedert worden. Nachdem Martin E. Franklin und Ian G. H. Ashken 2001 die Leitung übernommen hatten, wuchs das Unternehmen durch zahllose Übernahmen rasant.
Am 14. Dezember 2015 kündigte das Unternehmen die Übernahme durch Newell Rubbermaid an. Die Übernahme wurde am 15. April 2016 abgeschlossen.

## Marken (Auswahl)
- First Alert (Feuermelder)
- Crock-Pot (Schongarer)
- Mr. Coffee (Kaffeemaschinen)
- VERSA (Mixer)
- United States Playing Card Company (Spielkarten)
- Rawlings (Basebälle)
- Spontex (Viskoseschwämme & Reinigungsmittel)
- Coleman (Lampen und Kocher)
- Yankee Candle (Duftkerzen)
- Mapa (Gummihandschuhe)[8]
- NUK (Babyfläschchen)
- K2 Sports (Sportartikel)
- Völkl (Skier und Schneebretter)
- Marmot (Schlafsäcke und Zelte)

Darüber hinaus produziert Jarden eine Reihe von Zinkprodukten für Industrie und Bau, wie z. B. Zinkstreifen.